# ルキウス・ドミティウス・アヘノバルブス (紀元前54年の執政官)
ルキウス・ドミティウス・アヘノバルブス（ラテン語: Lucius Domitius Ahenobarbus, 紀元前98年頃? - 紀元前48年8月）は、共和政ローマの政治家・軍人。マルクス・ポルキウス・カトの姉ポルキアを妻に迎えたこともあり、カト同様、ガイウス・ユリウス・カエサルにとって不倶戴天の政敵の1人。

## 家族
プレブス系アヘノバルブス家（アヘノバルブスとも）出身の、グナエウス・ドミティウス・アヘノバルブスの次男で、父と同名のグナエウス・ドミティウス・アヘノバルブス（en）の弟。子も父や兄と同名のグナエウス・ドミティウス・アヘノバルブス。兄は紀元前81年にグナエウス・ポンペイウスとの戦いで敗死した。

## 経歴
紀元前66年にクァエストル（財務官）に選出された。この年の護民官、ガイウス・マニリウス・クリスプスは、ポンペイウスにキリキア、ビテュニア、ポントゥスでのインペリウムを与え、ミトリダテス6世との戦いに当てるとする法案を出したが、アヘノバルブスはこれに強硬に反対した。
紀元前61年にアエディリス・クルリス（上級按察官）に選出。紀元前58年にプラエトル（法務官）に選出されると、前年の執政官カエサルが鳥占いと法を犯したのではないかと考え、過去一年間の行動を調べ上げ報告書を提出した。カエサル配下のクァエストルが告発されている。
紀元前56年に行われた、翌紀元前55年の執政官（コンスル）選挙へカトの薦めもあって立候補した。その際に「プラエトルのときは出来なかったが、コンスルになったならカエサルから軍隊を取り上げてやる」と言い、それを危惧したカエサルが主導する形で第一回三頭政治に参加していたポンペイウス及びマルクス・リキニウス・クラッススとの3者によるルッカ会談が行われ、ドミティウスを蹴落として2人が紀元前55年のコンスルに就く事を内約した。結果としてその年のコンスル選挙でドミティウスは落選、紀元前55年にカエサルのガリア属州総督としての任期を5年延長することが決められた。
紀元前54年に第一回三頭政治の反対を押し切る形でコンスルに当選。同僚はアッピウス・クラウディウス・プルケルであった。以降は反カエサルの立場から兄の仇でもあったポンペイウスへ徐々に接近した。紀元前52年のプブリウス・クロディウス・プルケルの殺害に関するティトゥス・アンニウス・ミロの裁判を取り仕切り頭角を現す。紀元前50年、現職死去によりアウグルへ立候補しマルクス・アントニウスに敗北したが、紀元前49年からカエサルの後任となるガリア総督への就任が決議された。カエサルと元老院の妥協にもカト、ルキウス・コルネリウス・レントゥルス・クルスと共に反対した。ドミティウスはカエサルに対する「セナトゥス・コンスルトゥム・ウルティムム」を議決する際に最も積極的に賛成した1人であった。
紀元前49年1月、カエサルがルビコン川を越えてローマに進軍、ローマ内戦が始まると、ドミティウスは反カエサルの立場から元老院派に組し、軍を率いてコルフィニウム（現：コルフィーニオ）でカエサル軍の迎撃を企図するが、カエサルに一旦は降伏。その後マッシリア（現：マルセイユ）へ逃れ、籠城してカエサル軍と戦ったものの、自ら陣頭指揮を取ったカエサル派のデキムス・ユニウス・ブルトゥス・アルビヌスとの海戦に敗北した（マッシリア包囲戦）。マッシリアが降伏する前に逃亡、ポンペイウスが兵を集めていたギリシアへ向かった。
7月10日のデュッラキウムの戦いで元老院派が勝利した後は、カエサル軍を追討するように主張。兵站に乏しいカエサル軍に対して持久戦で臨むことを主張したポンペイウスを「アガメムノン」「王の中の王」（共に独裁者の意）と呼び、ポンペイウスもドミティウスらの主張に屈する形で決戦を決意した。決戦を前に元老院派は勝利気分でいたとされ、ドミティウスはメテッルス・スキピオやプブリウス・コルネリウス・レントゥルス・スピンテルと最高神祇官（カエサルが現職であった）の後任を巡って言い争う始末であったとされる。
8月9日のファルサルスの戦いでは元老院派の一軍を率いてカエサル軍と相対したが敗北、ドミティウスは逃亡を試みたが、追討に当たったカエサル軍の騎兵部隊によって討ち取られた。息子のグナエウスはカエサルに降伏、後にローマに帰還した。